# Герцунь Ігор Андрійович
Ігор Андрійович Герцунь (2 квітня 1995, с. Галущинці, Тернопільська область — 12 вересня 2022, Сумська область) — український військовослужбовець, солдат Збройних сил України, учасник російсько-української війни. Кавалер ордена «За мужність» III ступеня (2022, посмертно).

## Життєпис
Ігор Гецунь народився 2 квітня 1995 року в селі Галущинцях, нині Підволочиської громади Тернопільського району Тернопільської области України.
Був гарним будівельником, працював в Україні, так і за кордоном.
З початком російського повномасштабного вторгнення став на захист країни. Загинув 12 вересня 2022 року на Сумщині.

## Нагороди
- орден «За мужність» III ступеня (7 листопада 2022, посмертно) — за особисту мужність і самовіддані дії, виявлені у захисті державного суверенітету та територіальної цілісності України, вірність військовій присязі[1].